# Ladislav Škorpil
Ladislav Škorpil (* 6. Juni 1945 in Hradec Králové, Tschechoslowakei) ist ein ehemaliger tschechoslowakischer Fußballspieler und jetziger -trainer.

## Spielerkarriere
Ladislav Škorpil spielte von 1955 bis 1964 und erneut von 1966 bis 1968 bei RH Hradec Králové. Zwischen 1964 und 1966, seiner Wehrdienstzeit, spielte er für Dukla Žamberk.

## Trainerkarriere
Mit nur 23 Jahren beendete Škorpil seine Spielerkarriere und fing zur Saison 1969/70 als C- und D-Jugendtrainer bei Spartak Hradec Králové an. Ab 1970 war er für die A- bzw. B-Jugend des Vereins verantwortlich, mit der er 1981 den tschechischen Pokal gewinnen konnte.
Ab 1982 bis 1990 arbeitete Škorpil auch als Jugendtrainer bei der tschechoslowakischen Nationalmannschaft. 1986 wurde er mit Hradec Králové tschechischer A-Jugend-Meister. Im Finale um die tschechoslowakische Meisterschaft unterlag die Mannschaft dem slowakischen  Meister 1. FC Tatran Prešov.
Obwohl er einmal sagte, nie im Erwachsenenbereich arbeiten zu wollen, übernahm er in der Rückrunde 1990/91 die Erste Mannschaft von Hradec Králové in der 1. Liga. 1993/94 ging er in die Slowakei zu DAC Dunajská Streda. Anschließend trainierte er 1994/95 wieder die Jugend des SK Hradec Králové. Zwischen 1995 und 1997 arbeitete er bei Dukla Prag, das er von der Dritten zurück in die 1. Liga führte. 1997/98 kehrte er für eine Saison nach Dunajská Streda zurück. 1998/99 war er bis zum 9. Spieltag wieder Trainer in Hradec Králové. Vor dem 16. Spieltag wurde er von Slovan Liberec verpflichtet, mit dem er 2000 Pokalsieger wurde und 2002 überraschend die Tschechische Meisterschaft gewann. Zum 31. Januar 2004 einigte er sich mit Slovan auf eine Vertragsauflösung und übernahm zum 1. Februar die tschechische U-21-Auswahl. Im Oktober 2007 kehrte er zu seinen alten Verein Slovan Liberec als Nachfolger des entlassenen Trainers Michal Zach zurück.

### Erfolge
- Tschechischer Meister 2001/02 und 2011/12
- Tschechischer Pokalsieger 1999/00
- Tschechischer A-Jugendmeister 1985/86
- Tschechischer A-Jugend-Pokalsieger 1981